# 埔頂金雞母
24°47′43″N 121°00′31″E / 24.795201°N 121.008549°E
埔頂金雞母，是臺灣新竹市東區埔頂里、中山高速公路附近的一座母雞帶小雞的石雕像，設立緣由與當地風水有關。

## 歷史沿革
1974年，政府將中山高貫穿丘陵地形的埔頂地區。開闢之後，埔頂居民歸咎當地壞事連連，是因高速公路破壞當地風水，遂聽風水師之言在面對高速公路處不遠處設立一尊母雞帶子的石像，作為厭勝物。
風水一說，雞雕像可剋住被當地居民看成像一條百足大蜈蚣的高速公路。前埔頂里長簡金鏞說有位里民被清水岩清水祖師廟託夢，指高速公路穿越埔頂的路線，正是名為「蜈蚣穴」的風水，不宜翻動，若非動不可一定要雕製母雞石像，來鎮住蜈蚣，不讓它為害地方。還有說法是中山高速公路切斷蜈蚣穴的尾巴，被切斷的蜈蚣會亂竄傷民，所以設立雞的雕像。因傳說帶子的母雞最為兇惡，用母雞帶子的造型可增添鬥贏蜈蚣的勝算。風水師說母雞羽翼象徵埔頂民眾被保護。
簡金鏞回憶當年籌資請人雕製時，石雕行開價二萬元，里民們並沒有殺價，但隔天石雕行老板主動降價為八千元。雕像是1975年端午節當日豎立，高60公分與長45公分。2007年，雕像遭人破壞斷頭，又重做一座高100多公分的金雞母石雕像，為避免再遭破壞，於雕像外又加裝鐵欄杆圍住。

## 祭祀活動
1975年塑造完成後，埔頂一帶民眾視此雕像為「母雞神」，認為之後埔頂日趨繁榮、當地人都成了有錢人，與此像有關。居民會每天灑些米在金雞母四周，也會燒香，但有不燒金紙、更不能放鞭炮的禁忌，以免金雞母與小雞被鞭炮聲嚇到。
加裝鐵欄杆後，2008年後颱風造成埔頂里大淹水。有民眾表示應該拆除鐵籠，說金雞母應該野放方能抓到蜈蚣。埔頂里長彭江當年透露，有居民建議等2009年附近的慈雲庵重修落成時，會請示該廟的清水祖師，看是否拆除金雞母的鐵欄杆。

## 類似雕像
在新竹市水源里、跨越隆恩圳的水源橋旁也設立金雞母石雕像。據傳是該橋外型像蜈蚣，地方不平靜，所以居民放置一塊象徵金雞母的石頭鎮守。後來居民發現石頭不見，遂在1988年重新打造一座石雞母及小雞。
2011年啟用的千甲車站也設有母雞帶子像，因相傳千甲此處有許多蜈蚣。
金門縣烈嶼鄉的上林將軍廟則旁北側則曾立有白雞像，用以寓意破解因廟正前的石造小橋，因該橋以石條一節一節相聯構造，狀極似蜈蚣。